# Ranunculus palmifolius
Ranunculus palmifolius är en ranunkelväxtart som beskrevs av Paul Carpenter Standley. Ranunculus palmifolius ingår i släktet ranunkler, och familjen ranunkelväxter. Inga underarter finns listade i Catalogue of Life.